# Macroscelides proboscideus
Macroscelides proboscideus је сисар из реда слоновских ровчица и фамилије Macroscelididae. 

## Угроженост
Ова врста није угрожена, и наведена је као последња брига јер има широко распрострањење.

## Распрострањење
Врста има станиште у Боцвани, Јужноафричкој Републици и Намибији.

## Популациони тренд
Популациони тренд је за ову врсту непознат.

## Станиште
Врста Macroscelides proboscideus има станиште на копну.